# 司麥特 (汽車)

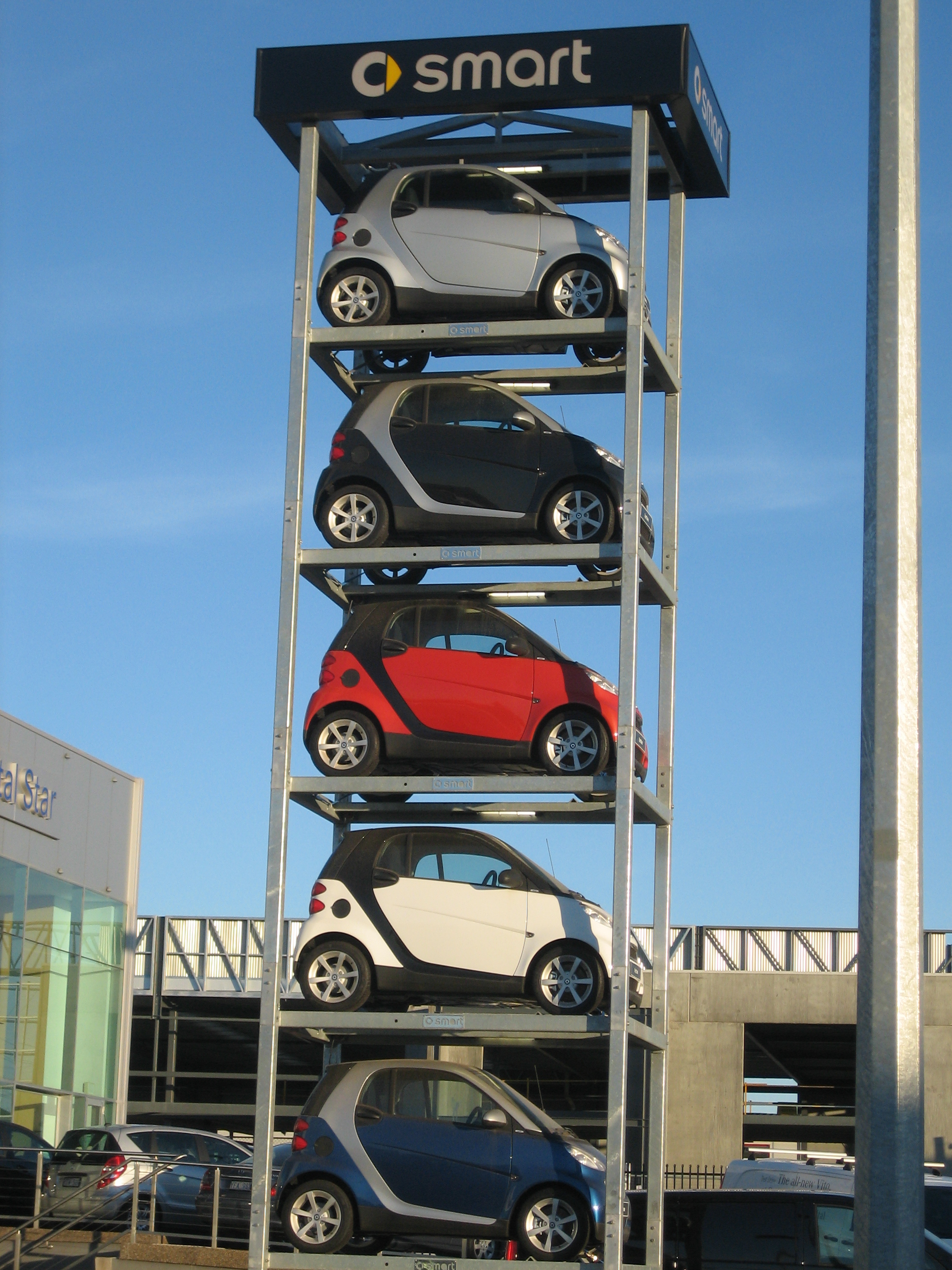
SMART塔

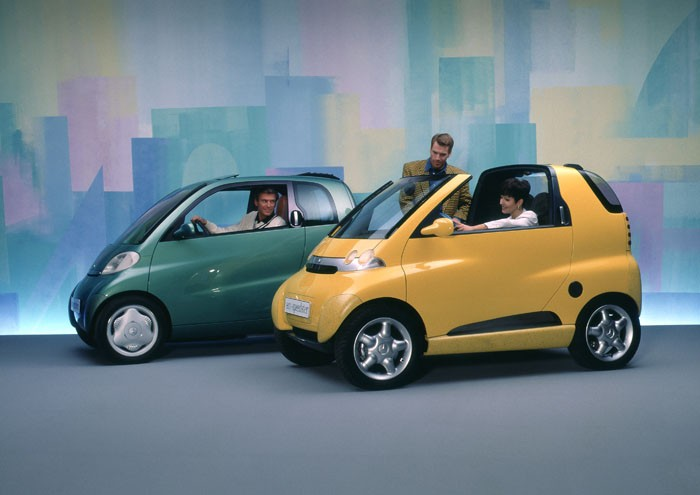
1993年的概念車

Smart（Smart Automobile）汽車是由中國吉利控股和德國梅賽德斯-賓士集團合資公司經營的迷你車和微型車系列品牌，與同集團的梅賽德斯-賓士有多重關聯，包含設計人員和零件層面。
Smart系列的構思始於70年代就開始，最後於1998年推出首款量產。名稱來源是Swatch和Mercedes: Swatch Mercedes ART等字拼合。
1982年時Swatch的總裁CEO尼可拉斯發想了一種構想，就是採用Swatch手錶風格的一種輕便汽車，他深信這種小汽車將適用於越來越城市化的世界，以解決狹小的停車問題和脫離大家庭生活的個人。他委託了熟識的AG內部工程師開始探索這一設計，他認為與其自己公司成立汽車部門還不如物色現有的汽車大廠合作，利用現有的品牌與分銷網路優勢直接切入市場。他與幾家汽車製造商接洽，並於1991年7月3日與大眾汽車達成協議，共同開發新項目。但是皮區上任大眾執行長後馬上叫停了Smart項目，因為他認為大眾自己正在開發的迷你車會打到同一市場，同時認為自己公司的設計車型更好。尼可拉斯只好與BMW、飛雅特汽車、通用汽車和雷諾公司等多家廠商接觸，最後賓士同意合作此項目但必須占品牌股51%，1994年合作書簽訂，並交由賓士的美國加州設計工作室繪製圖稿。後於1998年推出首款量產。
2019年3月28日吉利控股和梅賽德斯-賓士集團成立—間各佔50%股權的合資公司經營司麥特（汽車），新公司的總部將設在中國

## 產品
| 產年                       | 型號                                                    | 照片 |
| 1998–2000                  | Smart City-Coupé & City-Cabrio* （*自2000年起）         |      |
| 2002                       | Smart Crossblade                                        |      |
| 2001–2007                  | Smart City-Coupé & City-Cabrio （2004年重命名为Fortwo） |      |
| 2001–2004                  | Smart K （仅限日本）                                    |      |
| 2003–2005                  | Smart Roadster                                          |      |
| 2004–2006 2014至今         | Smart Forfour                                           |      |
| 2007 – 2015                | Smart Fortwo                                            |      |
| 2008 – 2016 （小规模试用） | Smart Fortwo ED （原名EV）                              |      |
| 2016 – 2019                | Smart Fortwo                                            |      |
| 2022 – 至今                | Smart #1                                                |      |
| 2023 – 至今                | Smart #3                                                |      |

## 四座位版本
2004年本品牌推出了四座位的長轴距版本，尺寸相當於微型車，稱為Smart Forfour，以別於雙座版的Smart Fortwo。其後於2014年7月在德國柏林進行全球首發的新一代Smart Fortwo及Forfour車系。

## 其他
2017年上半起，中國大陸地區的Smart汽車陸續發生數百起案例機油乳化嚴重，台灣也有類似案例，造成機油口有大量乳化物堵塞，在央視專題報導中訪問了賓士經銷商和廠家，廠家說法是有此一現象在2016年生產的某幾批次產品，但這種乳化物並不造成汽車壽命損耗，所以不需處理。然而委託石油科學院的專家卻表示，機油乳化是指防水裝置失效或效能不佳有空氣中水分侵入發動機內部與機油混和，事實上問題車的機油抽取化驗高出標準值含水量5倍，高水的機油潤滑效果下降會造成汽油耗油量增加是肯定的，但對於機器壽命的影響還須深入剖析研究，但為何水分會入侵發動機才是關鍵，是否其他瑕疵存在。央視專題報導表示將在後續研究出爐後才能定性是否為不良品案件，只能持續追蹤進展。

## 參看
- 卡爾森
- Smart自动售卖机